# Spoorlijn Keulen - Aken
De spoorlijn Keulen - Aken is een Duitse spoorlijn en als spoorlijn 2600 Köln - Aachen en tegenspoor 2608 tussen Köln Hbf en Köln-Ehrenfeld onder beheer van DB Netze. Het derde spoor tussen Aachen-Rothe Erde en Aachen Hbf is 2564. DB 2600 is aangepast als hogesnelheidsspoor. Op 42 van de 77 km die deze lijn lang is geldt een maximumsnelheid van 250 km/h, waardoor het als hogesnelheidslijn geldt. Op de rest van het traject gelden maximumsnelheden variërend van 110 tot 200 km/h.
S-Bahn-treinen maken gebruik van spoorlijn 2622 tussen Köln Hansaring en Düren.

## Geschiedenis
Het traject werd door de Rheinischen Eisenbahn-Gesellschaft in fases tussen 1839 en 1841 gebouwd.
Het traject werd door DB Netze eind 2002 uitgebreid met twee sporen die geschikt zijn voor hoge snelheid.

### Grootschalige renovatie
In 2024 kondigde infrastructuurbeheerder DB InfraGO aan dat de spoorlijn tussen juli en december 2028 gedurende 5 maanden dicht gaat voor volledige heraanleg.

## Königsdorfer Tunnel
De Königsdorfer Tunnel werd als een tunnel met een spoor tussen 1837 en 1841 gebouwd op het traject tussen Köln en Düren. Voor de uitbreiding met een tweede spoor werd door Deutsche Bahn in 1954/1955 het tunneldak verwijderd en ontstond een grote ingraving. Inmiddels liggen er vier sporen.

## Treindiensten

### Deutsche Bahn
De Deutsche Bahn verzorgt het lokale personenvervoer op dit traject met ICE, RE- en RB-treinen. Daarnaast wordt een aantal internationale diensten verzorgd door de NMBS en SNCF.
| Serie         | Treinsoort                          | Route | Bijzonderheden |
| ------------- | ----------------------------------- | --- | --- |
| ICE 79        | InterCityExpress (DB Fernverkehr)   | Brussel-Zuid – Brussel-Noord – Luik-Guillemins – Aachen Hbf – Köln Hbf – Frankfurt (Main) Flughafen Fernbahnhof – Frankfurt (Main) Hbf | Rijdt elke twee uur. |
| Eurostar 9400 | Eurostar (Eurostar)                 | Paris Nord – Brussel-Zuid – Luik-Guillemins – Aachen Hbf – Köln Hbf – Düsseldorf Hbf – Duisburg Hbf – Essen Hbf – Bochum Hbf – Dortmund Hbf | Vijf treinen per dag. Enkele treinen verder naar Dortmund.                                                                                               |
| FLX 30        | FLX (FlixTrain)                     | Aachen Hbf – Köln Hbf – Düsseldorf Hbf – Duisburg Hbf – Essen Hbf – Bochum Hbf – Dortmund Hbf – Hamm (Westfalen) – Gütersloh Hbf – Bielefeld Hbf – Herford – Hannover Hbf – Stendal – Berlin-Spandau – Berlin Hbf – Berlin Südkreuz – Elsterwerda – Dresden-Neustadt – Dresden Hbf | Dienstregeling Flixtrain FLX30. Flixtrain (8 april 2024). Geraadpleegd op 19 april 2024.                                                                 |
| NJ 425        | Nightjet (ÖBB)                      | Brussel-Zuid – Brussel-Noord – Luik-Guillemins – Aachen Hbf – Köln-Ehrenfeld – Bonn Hbf – Koblenz Hbf – Mainz Hbf – Frankfurt (Main) Süd – Erfurt Hbf – Halle (Saale) Hbf – Berlin Südkreuz – Berlin Hbf                                                                           | Drie keer per week. Trein splitste en combineerde in Mannheim Hbf. Rijdt Brussel – Mannheim samen NJ 40425. Rijdt Mannheim – Berlijn samen met NJ 40469. |
| NJ 40425      | Nightjet (ÖBB)                      | Brussel-Zuid – Brussel-Noord – Luik-Guillemins – Aachen Hbf – Köln-Ehrenfeld – Bonn Hbf – Koblenz Hbf – Mainz Hbf – München Ost – Rosenheim – Salzburg Hbf – Linz Hbf – Sankt Pölten Hbf – Wien Meidling – Wien Hbf                                                                | Drie keer per week. Trein splitste en combineerde in Mannheim Hbf. Rijdt Brussel – Mannheim samen met NJ 425. Rijdt Mannheim – Wenen samen met NJ 469.   |
| RE 1 (RRX)    | Regional-Express (National Express) | Aachen Hbf – Stolberg (Rheinl) Hbf – Eschweiler Hbf – Düren – Köln Hbf – Düsseldorf Hbf – Duisburg Hbf – Essen Hbf – Dortmund Hbf – Hamm (Westf) | NRW-Express |
| RE 7          | Regional-Express (National Express) | Rheine – Münster (Westf) Hbf – Hamm (Westf) – Hagen Hbf – Wuppertal Hbf – Solingen Hbf – Köln Hbf – Neuss Hbf – Krefeld Hbf | Rhein-Münsterland-Express |
| RE 8          | Regional-Express (DB Regio NRW)     | Mönchengladbach Hbf – Rheydt Hbf – Grevenbroich – Köln Hbf – Porz (Rhein) – Bonn-Beuel – Unkel – Koblenz Hbf | Rhein-Erft-Express |
| RE 9          | Regional-Express (DB Regio NRW)     | Aachen Hbf – Stolberg (Rheinl) Hbf – Eschweiler Hbf – Düren – Köln Hbf – Siegburg/Bonn – Hennef (Sieg) – Eitorf – Siegen | Rhein-Sieg-Express |
| S 41 RE 29    | S-trein Luik (NMBS)                 | Luik-Sint-Lambertus – Luik-Guillemins – Angleur – Verviers-Centraal – Welkenraedt – Aachen Hbf | euregioAIXpress In België als S |
| RB 20         | Regionalbahn (DB Regio NRW)         | Stolberg (Rheinl) Hbf – Eschweiler-St. Jöris – Alsdorf-Annapark – Herzogenrath – Aachen Hbf – Stolberg (Rheinl) Hbf – [ Stolberg Altstadt ] / [ Langerwehe – Düren ] | |
| RB 27         | Regionalbahn (DB Regio Südwest)     | Mönchengladbach Hbf – Rheydt Hbf – Rommerskirchen – Köln Hbf – Troisdorf – Bonn-Oberkassel – Bad Honnef (Rhein) – Erpel (Rhein) – Koblenz Hbf | Rhein-Erft-Bahn |
| RB 38         | Regionalbahn (DB Regio NRW)         | Köln Messe/Deutz – Köln Hbf – Quadrath-Ichendorf – Bergheim (Erft) – Bedburg (Erft) | Erft-Bahn |

### S-Bahn
Er rijden verschillende diensten die deel uitmaken van de S-Bahn van Keulen op de parallelle lijn DB 2622. Een van beide lijnnummers, S12 of S13, of wellicht beide, zou(den) in 2019 of 2020 zijn vernummerd tot S19. Hierover ingewonnen informatie is onduidelijk, want de bronnen zijn met elkaar in tegenspraak. De website van de Deutsche Bahn noemde de lijn op 27 april 2021 S19.
| Serie | Treinsoort            | Route | Bijzonderheden                                                                                          |
| ----- | --------------------- | --- | --- |
| S 6   | S-Bahn (DB Regio NRW) | Köln-Worringen – Köln-Nippes – Köln Hbf – Langenfeld (Rhld) – Düsseldorf-Benrath – Düsseldorf Hbf – Ratingen Ost – Essen Hbf                       | Dienstregeling S6 geldig vanaf 10-12-2023                                                               |
| S 11  | S-Bahn (DB Regio NRW) | Düsseldorf Luchthaven Terminal – Düsseldorf Hbf – Neuss Hbf – Norf – Nievenheim – Dormagen – Köln Hbf – Bergisch Gladbach                          | Dienstregeling S11 geldig vanaf 10-12-2023                                                              |
| S 12  | S-Bahn (DB Regio NRW) | Horrem – Köln-Ehrenfeld – Köln Hbf – Porz-Wahn – Troisdorf – Siegburg/Bonn – Hennef (Sieg) – Eitorf – Au (Sieg)                                    | Dienstregeling S12 geldig vanaf 10-12-2023                                                              |
| S 19  | S-Bahn (DB Regio NRW) | (Aachen Hbf – ) Düren – Horrem – Köln-Ehrenfeld – Köln Hbf – Köln/Bonn Luchthaven – Troisdorf – Siegburg/Bonn – Hennef (Sieg) – Eitorf – Au (Sieg) | Rijdt alleen twee keer per nacht tussen Aachen Hbf en Düren. Dienstregeling S19 geldig vanaf 10-12-2023 |

### TEE
Tussen 1957 en 1979 reden verschillende Trans Europ Express (TEE) treinen op deze lijn:
- Molière (Parijs-Dortmund)
- Paris-Ruhr (Parijs-Dortmund)
- Parsifal (Parijs-Hamburg)
- Saphir (Dortmund-Oostende)

Deze zijn later vervangen door EuroCity diensten.

### EuroCity
Tussen 1987 en 1997 reden op deze lijn verschillende EuroCity treinen, deels met dezelfde namen als de voormalige TEE-treinen.
- Gustave Eiffel (Keulen-Parijs)
- Jacques Brel (Parijs-Dortmund)
- Molière (Dortmund-Oostende)
- Parsifal (Parijs-Hamburg)
- Memling (Dortmund-Oostende)

Na 1997 verdwenen deze diensten ten gunste van de Thalys.

## Aansluitingen
In de volgende plaatsen is of was er een aansluiting op de volgende spoorlijnen:
Köln Hauptbahnhof
DB 2610, spoorlijn tussen Keulen en Kranenburg
DB 2616, spoorlijn tussen Köln Hauptbahnhof en Köln Betriebsbahnhof
DB 2618, spoorlijn tussen Köln Hauptbahnhof en Köln-Nippes
DB 2620, spoorlijn tussen Köln Hauptbahnhof en Köln-Worringen
DB 2630, spoorlijn tussen Keulen en Bingen
DB 2633, spoorlijn tussen Köln Hauptbahnhof en Köln-Deutz, buitenste sporen
DB 2638, spoorlijn tussen Köln Hauptbahnhof en Köln West
DB 2639, spoorlijn tussen Köln Hauptbahnhof en Köln-Deutz, binnenste sporen
DB 2670, spoorlijn tussen Keulen en Duisburg
Köln-Ehrenfeld
DB 2611, spoorlijn tussen Keulen en Rheydt
DB 2612, spoorlijn tussen Köln-Ehrenfeld W44 en Köln-Ehrenfeld W90
DB 2613, spoorlijn tussen Köln West en Köln-Ehrenfeld
Horrem
DB 2601, spoorlijn tussen Mödrath en Rommerskirchen
DB 2602, spoorlijn tussen Horrem W4 en Horrem W89
Düren
DB 2580, spoorlijn tussen Düren en Neuss
DB 2585, spoorlijn tussen Düren en Euskirchen
DB 9304, spoorlijn tussen Jülich en Düren
DB 9306, spoorlijn tussen Düren en Heimbach
Langerwehe
DB 2575, spoorlijn tussen Langerwehe en Eschweiler-Weisweiler
Stolberg (Rheinland) Hbf
DB 2570, spoorlijn tussen Stolberg en Herzogenrath
DB 2571, spoorlijn tussen Hochneukirch en Stolberg
DB 2572, spoorlijn tussen Stolberg en Sankt-Vith
DB 2573, spoorlijn tussen Stolberg Sof en Stolberg Sif
DB 2574, spoorlijn tussen Stolberg en Münsterbusch
Aachen-Rothe Erde
DB 64 , spoorlijn tussen Aachen-Rothe Erde en Aachen Moltkebanhnhof
DB 2560, spoorlijn tussen Aachen-Rothe Erde en Aachen Nord
DB 2562, spoorlijn tussen Aachen Rothe Erde Rof en Aachen Rothe Erde Rpf
DB 2563, spoorlijn tussen Aachen Rothe Erde en Hahn
DB 2564, spoorlijn tussen Aachen Rothe Erde en Aachen Hauptbahnhof
Aachen Hbf
DB 2550, spoorlijn tussen Aken en Kassel
DB 2551, spoorlijn tussen Aachen Hauptbahnhof W25 en Aachen Hauptbahnhof W26
DB 2564, spoorlijn tussen Aachen Rothe Erde en Aachen Hauptbahnhof
Aansluiting Ronheide
DB 2554, spoorlijn tussen de aansluiting Geulthal en de aansluiting Ronheide
Aachen Süd grens
Spoorlijn 37 tussen Luik-Guillemins en Hergenrath grens

## Galerij

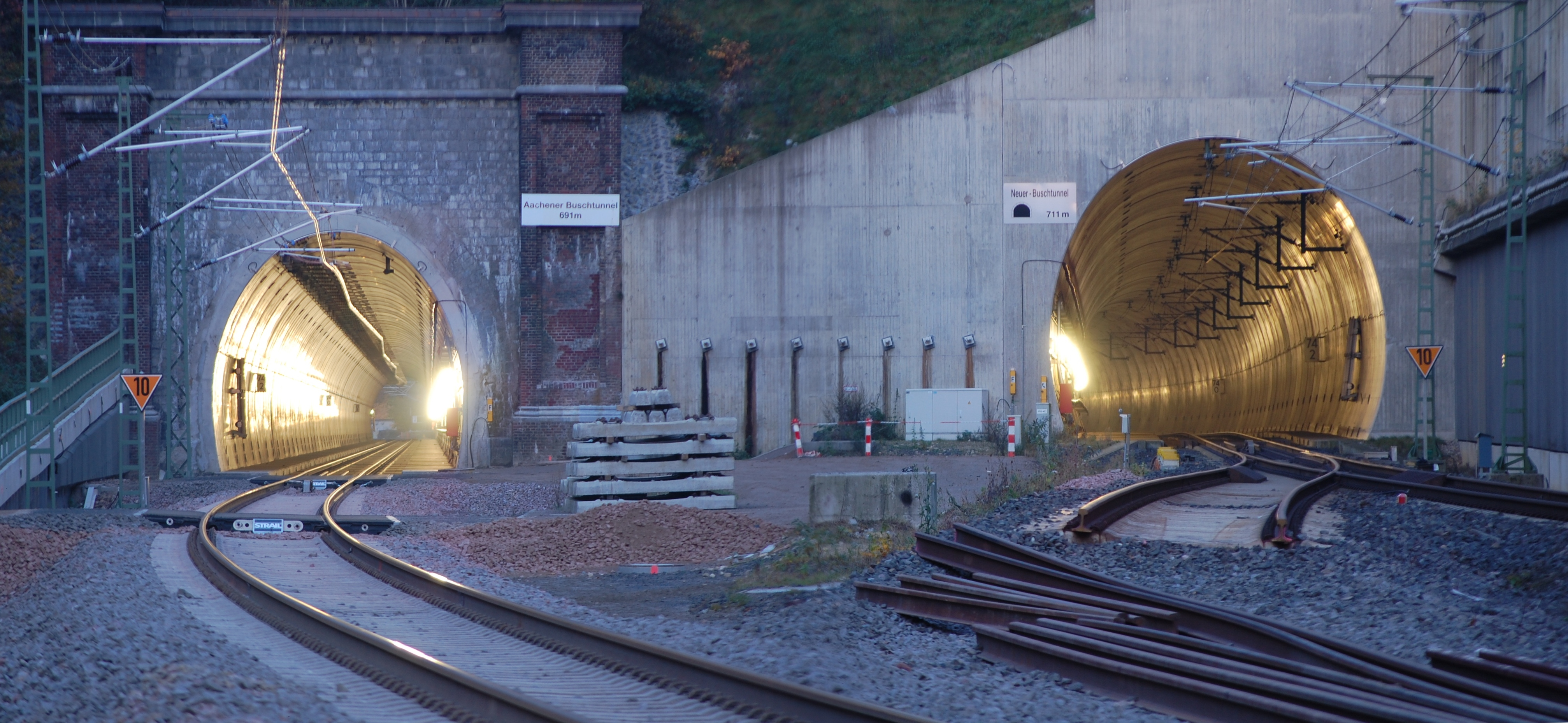
Buschtunnel

## Elektrische tractie
Het traject werd geëlektrificeerd met een wisselspanning van 15.000 volt 16⅔ Hz.